# Caenopsis reichei
Caenopsis reichei é uma espécie de insetos coleópteros polífagos pertencente à família Curculionidae.
A autoridade científica da espécie é Tournier, tendo sido descrita no ano de 1874.
Trata-se de uma espécie presente no território português.